# Nazionale maschile di calcio della Liberia
La nazionale di calcio della Liberia è la rappresentativa calcistica della Liberia ed è posta sotto l'egida della Liberia Football Association.
Nella nazionale liberiana ha giocato uno dei migliori calciatori di sempre, George Weah, il primo e unico africano ad essersi aggiudicato il Pallone d'oro (nel 1995), ambito premio assegnato dalla rivista francese France Football. Nonostante abbia giocato, allenato ed investito in prima persona ingenti somme per la sua nazionale, Weah non è mai riuscito a portare la Liberia a disputare la Coppa del mondo. La nazionale liberiana, infatti, non si è mai qualificata alla fase finale del campionato del mondo, mentre ha partecipato a due fasi finali della Coppa d'Africa, uscendo sempre al primo turno. Nelle qualificazioni per il campionato del mondo 2002 la nazionale liberiana arrivò ad un solo punto dalla qualificazione, avendo perso una partita casalinga fondamentale contro il Ghana e permesso così alla diretta inseguitrice, la Nigeria, di superarla in classifica.
Nella graduatoria FIFA, in vigore da agosto 1993, il miglior posizionamento raggiunto dalla Liberia è stato il 66º posto nel luglio 2001, mentre il peggiore è stato il 164º posto di ottobre 2010. Occupa il 144º posto della graduatoria.

## Storia
La nazionale liberiana esordì l'11 aprile 1963 sconfiggendo per 2-1 il Ciad in Senegal.
La squadra ottenne i migliori risultati della propria storia tra l'ultimo decennio del XX secolo e i primi anni duemila, quando vi giocava George Weah, campione di calibro mondiale. In tale periodo si qualificò per la Coppa d'Africa 1996 e per la Coppa d'Africa 2002 e sfiorò l'accesso alla fase finale della Coppa del mondo del 2002, a cui non si qualificò per un solo punto, perdendo una fondamentale partita contro il Ghana e permettendo così alla diretta inseguitrice, la Nigeria, di superarla in classifica.
L'11 settembre 2018 George Weah ha giocato, a 15 anni dal suo ritiro, un'amichevole tra Liberia e Nigeria, scendendo in campo dal primo minuto con la fascia di capitano prima di essere sostituito al 79º minuto di gioco. La partita è stata l'occasione per ritirare la maglia numero 14, la preferita di Weah.

## Palmarès

### Altri piazzamenti
- Coppa delle nazioni dell'Africa occidentale:

secondo posto: 1987
- Coppa CEDEAO:

secondo posto: 1987

## Risultati in Coppa del mondo
- Dal 1930 al 1962 - Non partecipante
- 1966 - Ritirata
- Dal 1970 al 1978 - Non partecipante
- Dal 1982 al 1990 - Non qualificata
- 1994 - Ritirata durante le qualificazioni
- Dal 1998 al 2022 - Non qualificata

## Risultati in Coppa d'Africa
| - Dal 1957 al 1965 - Non partecipante - 1968 - Non qualificata - Dal 1970 al 1974 - Non partecipante - 1976 - Non qualificata - 1978 - Non partecipante - 1980 - Non partecipante - 1982 - Non qualificata - 1984 - Ritirata |  | - Dal 1986 al 1990 - Non qualificata - 1992 - Ritirata - 1994 - Non qualificata - 1996 - Primo turno - 1998 - Non qualificata - 2000 - Non qualificata - 2002 - Primo turno - Dal 2004 al 2021 - Non qualificata |

### Coppa d'Africa
Coppa d'Africa 1996P Bestman, P Tokpah, P M. Wreh, D Cooper, D Dixon, D Johnson, D Mattar, D Roberts, D Theo, C Clarke, C Fahr, C Freeman, C Sarrweah, C Sebwe, A Debbah, A Makor, A Nagbe, A Sarr, A Sogbie, A Weah, A C. Wreh, CT: Lardner
Coppa d'Africa 20021 Crayton, 2 F. Johnson, 3 Dixon, 4 Kpoto, 5 D. Sebwe, 6 K. Sebwe, 7 Seator, 8 D. Johnson, 9 Roberts, 10 Debbah, 11 Sarr, 12 Makor, 13 Brown, 14 Weah, 15 Daye, 16 Jackson, 17 Gebro, 18 Yenay, 19 Menyongar, 20 Dixon, 21 Kojo, 22 Bestman, CT: Vava

## Rosa attuale
Presenze e reti aggiornate al 7 ottobre 2021
| 1  | P | Morlik Keita     | 03 settembre 1994 | 1  | -? | Mighty Barolle          |  |  |
| 16 | P | Tommy Songo      | 20 aprile 1995    | 13 | -? | LISCR                   |  |  |
| 23 | P | Ashley Williams  | 30 ottobre 2000   | 13 | -? | Linense                 |  |  |
|    |   |                  |                   |    |    |                         |  |  |
| 3  | D | Teah Dennis      | 7 maggio 1992     | 38 | 1  | Monrovia Club Breweries |  |  |
| 4  | D | Alvin Maccornell | 13 gennaio 2000   | 17 | 0  | LPRC Oilers             |  |  |
| 5  | D | Jeremy Saygbe    | 01 giugno 2001    | 9  | 0  | Linense                 |  |  |
| 7  | D | Brem Soumaoro    | 08 luglio 1996    | 3  | 0  | PAEEK                   |  |  |
| 12 | D | Prince Balde     | 23 marzo 1998     | 6  | 0  | Drita                   |  |  |
| 13 | D | Carlos Williams  | 26 giugno 1990    | 1  | 0  | Watanga FC              |  |  |
| 24 | D | Sampson Dweh     | 10 ottobre 2001   | 5  | 0  | LPRC Oilers             |  |  |
|    |   |                  |                   |    |    |                         |  |  |
| 2  | C | Marcus Macauley  | 27 ottobre 1991   | 16 | 4  | Sahab                   |  |  |
| 6  | C | Allen Njie       | 26 luglio 1999    | 16 | 0  | Aarau                   |  |  |
| 19 | C | Oscar Dorley     | 19 luglio 1998    | 24 | 2  | Slavia Prague           |  |  |
| 22 | C | Seth Hellberg    | 19 agosto 1995    | 3  | 0  | IK Brage                |  |  |
|    |   |                  |                   |    |    |                         |  |  |
| 8  | A | Abu Kamara       | 01 aprile 1997    | 2  | 0  | Makedonija              |  |  |
| 9  | A | Kpah Sherman     | 03 febbraio 1992  | 13 | 2  | Kedah                   |  |  |
| 11 | A | Ayouba Kosiah    | 22 luglio 2001    | 3  | 0  | NAC Breda               |  |  |
| 18 | A | Moussa Sanoh     | 20 luglio 1995    | 1  | 0  | Mioveni                 |  |  |
| 20 | A | Van-Dave Harmon  | 22 settembre 1995 | 6  | 1  | Laçi                    |  |  |
| 21 | A | Terrence Tisdell | 16 marzo 1998     | 11 | 1  | Kocaelispor             |  |  |